# Babajewo
Babajewo – miasto w Rosji, w obwodzie wołogodzkim, 246 km na zachód od Wołogdy. W 2023 liczyło 11 646 mieszkańców.